# Encourados de Pedrão
Encourados de Pedrão foi uma companhia militar independentista da Guerra da Independência do Brasil. Foi composta por vaqueiros e formada no atual município de Pedrão, na Bahia, sob a liderança de frei Brayner. Assim, foram figuras históricas na luta pela independência do Brasil na então província da Bahia e, por isso, a cada 2 de julho (data da Consolidação da Independência do Brasil e data magna da Bahia), celebram-se as festividades da independência do Brasil na Bahia, com representações dos Encourados de Pedrão em desfiles cívicos.
Recebeu diversos nomes: Voluntários de Pedrão, Guerrilha Imperial dos Voluntários de Pedrão, Companhia de Cavalaria de Couraças e Encourados, Os Encourados representam a diversidade da luta popular independentista, introduzindo a importância da figura sertaneja do vaqueiro na história da independência, muito embora não haja o correspondente reconhecimento em livros didáticos e na mídia.
Encomendado pela Prefeitura de Irará (até então Pedrão pertencia a esse município), Oséas Santos pintou o quadro Encourados do Pedrão na década de 1930, porém, com a assunção de novo prefeito, a obra foi recusada e assim ele ofertou em 1948 ao Instituto Geográfico e Histórico da Bahia (IGHB), em cujo acervo se encontra desde então. Em homenagem aos vaqueiros combatentes, foi criada a Associação dos Encourados da Bahia.

## História
O religioso carmelita José Maria do Sacramento Brayner, mais conhecido como Frei Brayner, participou da Revolução Pernambucana em 1817, foi derrotado, condenado e transferido para Salvador para cumprir pena, onde ficou pelo quatro anos da pena e então decidiu se mudar para a então localidade de Pedrão. Nesse período, conflitos com o comando colonial português já se desenrolavam na província da Bahia, sobretudo sob o período de Inácio Luís Madeira de Melo como governador das armas na Bahia no início de 1822.
No período colonial, são notórias as habilidades em engenharia militar e operações bélicas por parte de clérigos católicos, a exemplo do bispo Marcos Teixeira de Mendonça na expulsão de holandeses e de jesuítas no treinamento de indígenas para a defesa das missões cristãs, com Brayner não foi diferente. Com a intensificação dos conflitos e a contratação do militar mercenário Pedro Labatut para organização das forças terrestres independentistas, Brayner direcionou um requerimento de oferta de seus serviços ao Conselho Interino de Cachoeira em 12 de outubro de 1822, o qual lhe respondeu em 4 de novembro de 1822 ordenando a organização e formação de um grupo de combatentes voluntários. O grupo de 39 vaqueiros junto ao frei deixou Pedrão em 6 de dezembro de 1822 rumo às zonas de guerra.